# Második Templom

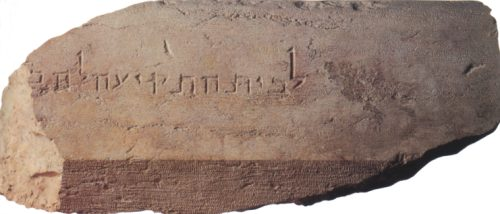
2,43x1 méteres kő héber felirattal, amelyet Benjamin Mazar a Templomhegy lábánál talált, és amely a Második Templomhoz tartozhatott

A Második Templom (héber בית המקדש, azaz „Szent Ház”) az újjáépített jeruzsálemi templom volt, amely i. e. 516-tól 70-ben történt lerombolásáig állt, a judaizmus központja, a korban néven ismert áldozatok bemutatásának helye volt. Helye a judaizmus legfőbb központja, a Jeruzsálem közepén fekvő templom-hegyen volt.
Salamon templomát, vagyis az első templomot i. e. 586-ban pusztították el, amikor a zsidókat a babiloni fogságba hurcolták. Az új templom építése i. e. 535-ben kezdődött meg, majd szünet után, i. e. 521-ben folytatódott. Az épület i. e. 516-ban készült el és i. e. 515-ben avatták fel. Esdrás könyve szerint az újjáépítésre Nagy Kürosz adott engedélyt és Nagy Dareiosz (Dáriusz) is jóváhagyta. 70. augusztus 4-én a rómaiak, teljessé téve a 66-ban kezdődött nagy zsidó felkeléssel való leszámolást, Jeruzsálemet és a Második Templomot is lerombolták.
Egyes rabbinikus elképzelések szerint az első- és a második templom helye azonos azzal a paradicsommal, és az első ember teremtésének helyével is.
A templomhegyen a hatszázas években az Al-Aksza-mecset épült fel. Egyes elképzelések[pontosabban?] szerint a mecset pontosan a templom romjaira épült, és a templom újjáépítéséhez a mecsetet le kellene rombolni. Mások[pontosabban?] ezt vitatják.
A judaizmus erős hite, hogy a Templom újjáépítésével a világ új korszakba lép.